# 佐佐木道譽
佐佐木 导誉 / 京极 导誉（ / ） / 佐佐木 高氏 / 京极 高氏（きょうごく たかうじ），为镰仓时代末期至南北朝时代武将。法名导誉，讳高氏。一般以“佐佐木佐渡判官入道（佐佐木判官）”或“佐佐木道誉”之名为人所知。
佐佐木导誉出生于创设镰仓幕府的功臣、近江国佐佐木氏一族中的京极家，仕执权北条高时之御相供众。佐佐木导誉跟随着受后醍醐天皇纶旨、举兵推翻镰仓幕府的足利尊氏。其后后醍醐天皇的建武新政未能得到武士的支持，佐佐木导誉与足利尊氏便一同离开，随尊氏开创了室町幕府。后兼任政所执事与六国守护。
佐佐木导誉以被称作“婆娑罗”大名而知名。《太平记》中记载了许多导誉设谋嘲弄权威、举办奢华宴会的轶事。

## 生涯

### 御相供众
永仁4年（1296年），出生于近江国地头佐佐木京极氏。嘉元2年（1304年）自父亲佐佐木宗氏处继承家督。1314年任左卫门尉，元亨2年（1322年）任检非违使。因任检非违使而时常滞留于京城，成为了后醍醐天皇行幸的随从。自镰仓幕府北条高时处受御相供众，后随高时出家而出家，号导誉。

### 倒幕
元弘元年（1331年）后醍醐天皇发起讨幕运动，离开京都后在笠置山爆发元弘之乱。道誉加入了幕府编成的镇压军，主要负责京都的事后处理。被捕后的后醍醐天皇被废，道誉负责阿野廉子、千种忠显流放至隐岐岛的途中警护。后醍醐天皇被流放后，河内国的楠木正成继续开展反幕府活动与幕府军作战，北条氏派遣下野国足利高氏（之后的尊氏）率军讨伐。道誉决意讨伐镰仓的北条氏，与高氏密约联手行动。虽并无参加军事行动的迹象，但于元弘3年（1333年）5月9日在近江国番场阻截了撤退中的北条仲时军团，在莲华寺北条仲时一族432人自刃。并于此时抓获光严天皇和花园上皇，强夺走三神器。因足利尊氏、上野国的新田义贞的行动，镰仓幕府灭亡。道誉随入京的后醍醐天皇开始建武新政，任杂诉决断所之奉行人。

### 对南朝之战
足利尊氏并未参与后醍醐天皇政权，由于武士阶级的支持、各地反对新政的动乱四起。1335年，在信浓爆发了北条高时遗子北条时行拥立的中先代之乱，北条时行军团占领了尊氏之弟足利直义驻守的镰仓，之后导誉也加入了足利尊氏讨伐北条时行的军队。在驱逐了北条时行军团、重新夺取镰仓之后，尊氏开始独自分配赏赐，导誉获得了上总国和相模国的领地。镰仓的尊氏拒绝了天皇发出的上洛请求，后醍醐天皇终于向新田义贞发出了讨伐足利尊氏和足利直义的纶旨。对于对抗建武新政树立武家政权还感到犹豫的尊氏，导誉积极地劝其举起反旗。尊氏在箱根·竹下之战击败了新田军而进入了京城，但是又被南下的北畠显家击败，足利阵营暂时从兵库逃往九州。此时导誉停留在近江，并未逃往九州。
在九州东山再起的足利阵营在凑川之战击败新田、楠木军而进入了京城，建立了拥立光明天皇即位成立北朝的武家政权（足利幕府、室町幕府），后醍醐天皇逃往吉野成立了南朝。

### 足利幕府
导誉历任近江、飞驒、出云、若狭、上总、摄津守护。1337年，于胜乐寺（现滋贺县甲良町）筑城，一直作为根据地直到去世。1340年导誉与其子秀纲烧毁白川妙法院门迹亮性法亲王的御所。因为山门宗徒发动强诉和朝廷内部表示同情，朝廷向幕府发出了将导誉贬至出羽国，秀纲贬至陆奥国之命。但是幕府拒绝了朝廷的命令，结果虽然导誉父子被贬至上总国，但是随后又回归了幕政。在幕府中导誉任引付头人、评定众和政所执事等职务，负责与公家的交涉。并且，导誉也参与了1348年（正平3年/贞和4年）的四条畷之战等与南朝的战争。
足利幕府的政务是又将军尊氏和其弟直义组成的二头政治，但是随着两者关系的逐渐恶化，从1350年观应年间开始了被称为观应扰乱的内部斗争，导誉从属于将军尊氏一方。从属于南朝的直义派击败了尊氏而有所抬头，尊氏向后村上天皇进言，为了与南朝和睦共处请下达追讨直义的纶旨。尊氏接受了纶旨之后成功平叛，足利直义失势后很快去世了，史称正平一统。正平一统中北朝夺回了被南朝控制的上皇，拥立后光严天皇再建北朝，强化将军的权利。1358年足利尊氏去世，其子、二代将军足利义诠在室町政权当政时，导誉作为政所执事调停幕府内守护大名之间的争斗，另一方面积极参与推翻幕府执事（其后的管领职）细川清氏和斯波高经、斯波义将父子之事，并且作为和南朝的中间人进行外交活动。1367年，幕府为了统治关东而在镰仓设置的镰仓公方足利基氏去世，导誉赶赴镰仓处理后续事务。同年获得导誉推荐的细川赖之就任管领。1373年导誉去世，享年78岁。
墓所位于作为京极氏菩提寺的位于滋贺县米原市清滝的德源院，和滋贺县甲良町胜乐寺。

## 人物
导誉热衷于南北朝时期的社会风潮婆娑罗，不过在《太平记》中虽然对这种下克上的风潮进行了批判，但是也记载了一些导誉华美的行为。如在失势的细川清氏与南朝的楠木正仪占据京都时，导誉用火和立花来做装饰开展宴会之事，和无视在幕府内与自己对立的斯波高经赏花的邀请，在大原野（京都市西京区）举行盛大宴会之事。
并且导誉热爱和歌、连歌等文学和立花、茶道、香道和近江猿乐等文化活动，因此可以说是这些传统艺道的保护者。在幕政中负责与朝廷公家谈判，所以他也是一位非常有文化素养的文人。导誉的诸多作品被收录在由连歌师救济、关白二条良基所撰的《菟玖波集》中。
肖像画
在滋贺县甲良町乐胜寺有一张被认为是由三男佐佐木高秀所绘的导誉法体的肖像画，现由京都国立博物馆保管。

## 系譜
父
佐佐木宗氏
母
佐佐木宗纲之女
养父
佐佐木贞宗
兄弟
佐佐木贞氏
佐佐木导誉
佐佐木贞满
佐佐木秀信
佐佐木时满
佐佐木经氏
妻
二阶堂时纲之女

子
佐佐木秀纲（母不详）
佐佐木秀宗（母二阶堂时纲之女）
佐佐木高秀
女
赤松则祐室
斯波氏赖室
六角氏赖室

## 相关作品
- 北方谦三 （中央公论新社）
- 羽生道英 （PHP研究所） ISBN 9784569578385
- 山田风太郎 （讲谈社） ISBN 9784061854932
- 《太平记》(大河剧)，阵内孝则饰佐佐木导誉

## 关联条目
- 青岸寺
- 太平记

| 前任： 佐佐木宗纲 | 佐佐木氏（京极家）历代当主 佐佐木导誉 | 继任： 佐佐木高秀 |